# Citroën C15
Citroën C15 - фургон, що вироблявся французькою компанією Citroën з 1984 до 2005 рік.

## Опис

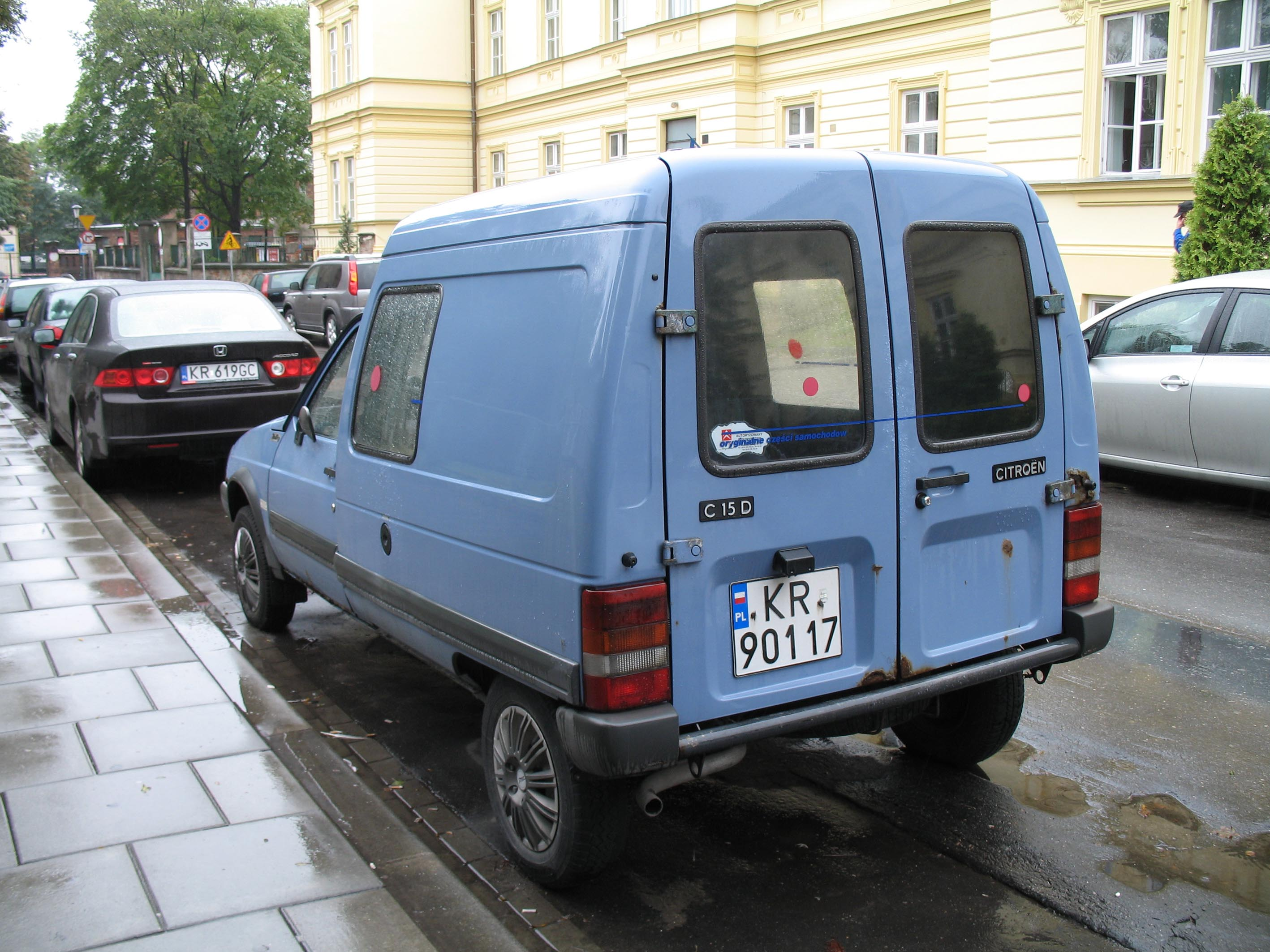
Citroën C15

Це був наступник фургона Citroën 2CV та Citroën Acadiane, які виготовлялися з 1950-х до 1980-ті.
Citroën C15 був розроблений на основі на Citroën Visa (виробництво якого припинено в 1988 році). Об'єм вантажного відсіку моделі становить 2,67 м³.
Всього було виготовлено 1 181 471 автомобілів Citroën C15.

## Двигуни
| Бензинові | Бензинові   | Бензинові   | Бензинові   | Бензинові                   |
| --------- | ----------- | ----------- | ----------- | --------------------------- |
| Двигун    | Об'єм [см³] | Тип двигуна | Код двигуна | Потужність [к.с.] при об/хв |
| 1.0       | 954         | R4          | 108c-C1A    | 44/5200                     |
| 1.1       | 1118        | R4          | E1A         | 55/5800                     |
| 1.1       | 1124        | R4          | 109K-H1A    | 55/5800                     |
| 1.3       | 1294        | R4          | G1A         | 65/5800                     |
| 1.4       | 1360        | R4          | 150D-K1G    | 75/5800                     |
| Дизельні  |             |             |             |                             |
| 1.8D      | 1796        | R4          | 161A        | 60/4600                     |
| 1.9D      | 1868        | R4          | -           | 58/4600                     |